# Cis niedhauki
Cis niedhauki är en skalbaggsart som beskrevs av Lawrence 1971. Cis niedhauki ingår i släktet Cis och familjen trädsvampborrare. Inga underarter finns listade i Catalogue of Life.